# 淡群赤光
淡群赤光，日本輕小說作家。

## 來歷、人物
在第1屆GA文庫大獎以《羈絆如連環般無限 愛如盾牌般無敵》獲得了鼓勵獎，當時的筆名是淡群赤光。代表作《聖劍使的禁咒詠唱》曾被改編電視動畫，於2015年1月至3月播出。其寫作風格是每天在房間裡用電腦寫10頁。

## 作品列表
- （〈GA文庫〉，2009年5月，全1冊）
- 也許是現在進行式的黑歷史（日语：あるいは現在進行形の黒歴史）（插圖：refeia，〈GA文庫〉，2011年－，已出版10冊）
- 聖劍使的禁咒詠唱[3]（插圖：refeia，2012年11月－2018年6月，全22冊）
- 我的驍勇威震天地 ～亞歷克希斯帝國昌隆記～[4]（插圖：卵之黃身，〈GA文庫〉，2016年7月－，已出版11冊）
- 百神百年大戰（〈GA文庫〉，2018年6月－，已出版2冊）
- 黃昏騎士團，蹂躙，蹂躙，蹂躙（插圖：夕薙，〈GA文庫〉，2019年4月－，已出版1冊）
- 我的女朋友最可愛了。（插圖：mmu，〈GA文庫〉，2020年2月－，已出版2冊）
- （插圖：kakao，〈GA文庫〉，2020年9月－，已出版5冊）
- 魯恩帝國中興記 ～平民的商人成為皇帝，皇帝換成將軍，將軍換成商人，統治天下～（插圖：Noy，〈GA文庫〉，2021年12月－，已出版2冊）

## 外部連結
- （日語）－淡群赤光的官方個人部落格。
- 淡群赤光的X（前Twitter） （日語）